# Houtgravure

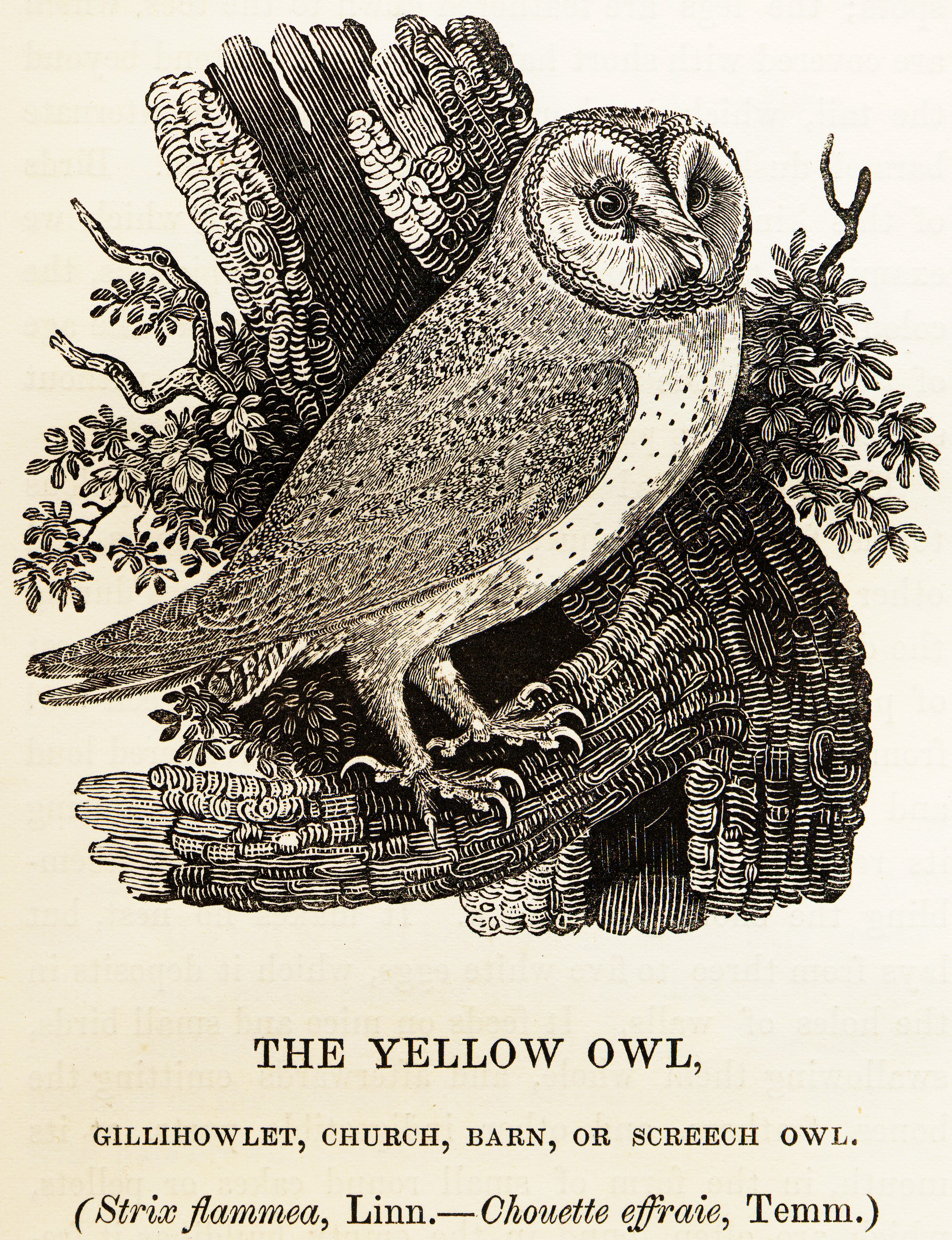
Bewick: Kerkuil uit History of British Birds (editie 1847)

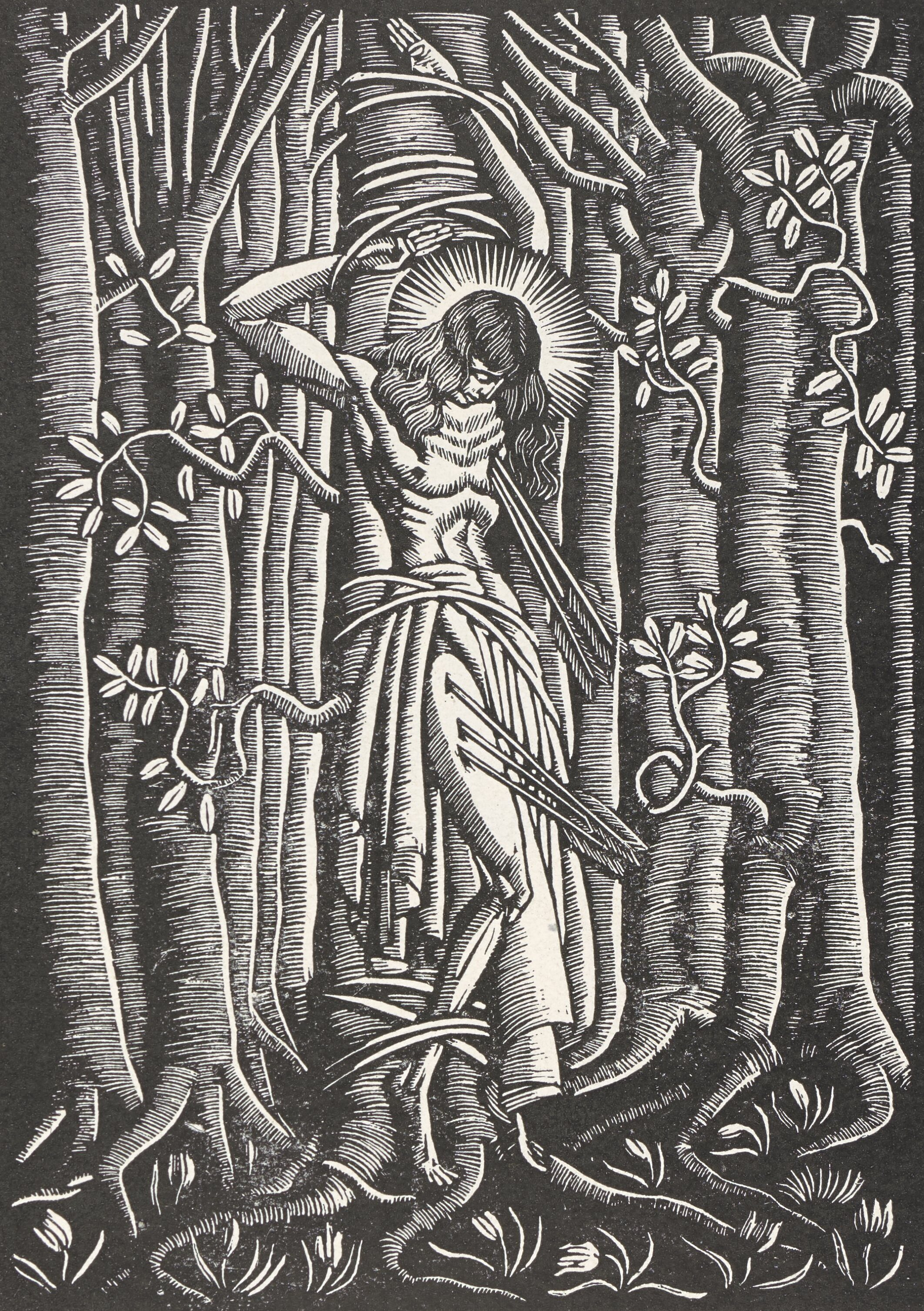
Władysław Skoczylas: St. Sebastiaan, 1915

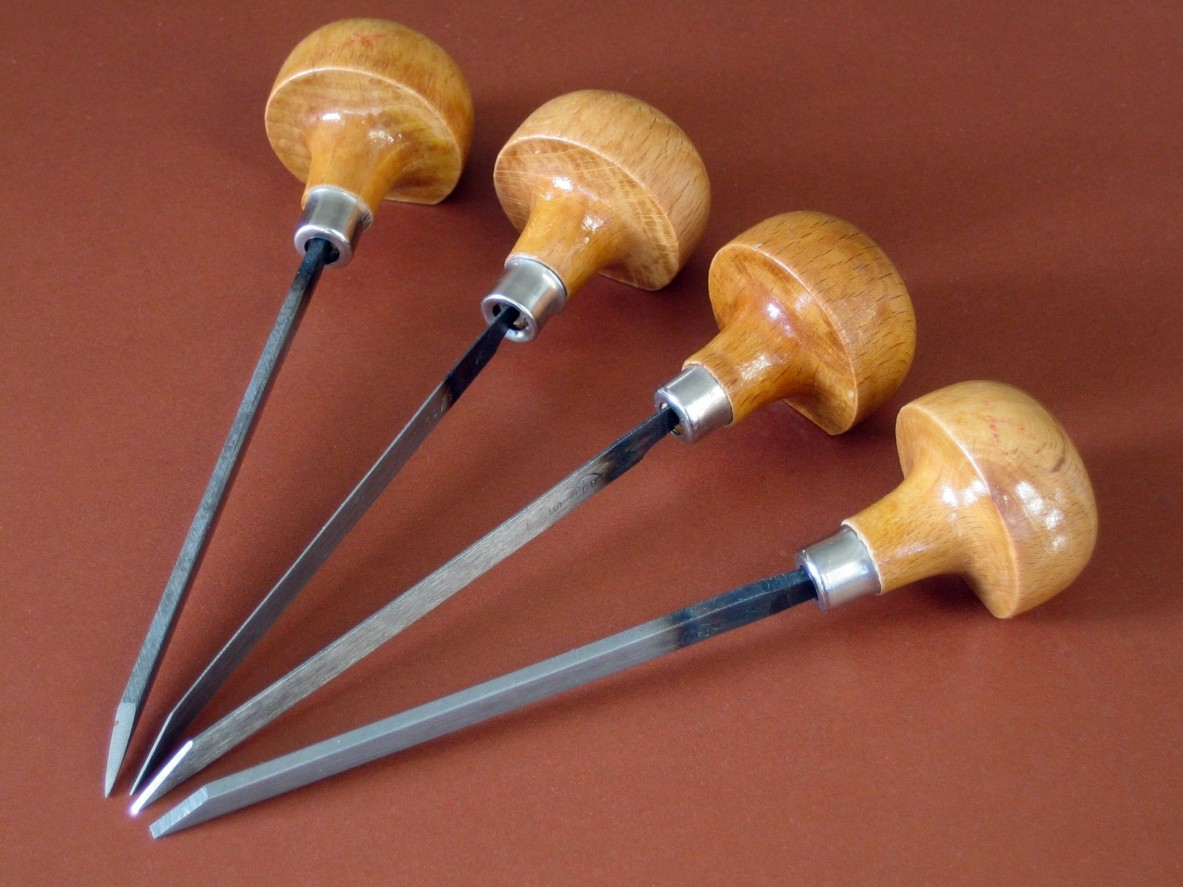
Burijnen

De houtgravure is een procedé om in hoogdruk illustraties te drukken. De methode beleefde in de 19e eeuw een grote bloei. Er zijn kenmerkende verschillen tussen een houtsnede en een houtgravure. De houtgravure wordt gegraveerd met een burijn, 'gestoken', in de kopse kant van een hard houten blok, waardoor een zeer verfijnde tekening mogelijk is, terwijl een houtsnede gegutst wordt in een zachte houten plaat en meestal een grover resultaat oplevert. Voor houtgravures worden harde houtsoorten gebruikt zoals kersenhout en palmhout. Houtgravures zijn over het algemeen vrij klein en bereiken grijstinten met behulp van vele 'arceringen'. Grotere prenten kunnen worden gemaakt door verschillende blokken samen te klemmen.
Houtgravures werden meestal in zwart afgedrukt, maar in kleur drukken is ook mogelijk. Voor elke nieuwe kleur moet echter een apart blok gemaakt worden, dat met grote nauwkeurigheid moet aansluiten op de andere, en er is steeds een nieuwe drukgang nodig.

## Geschiedenis
De houtgravure werd ontwikkeld door de Engelse graficus Thomas Bewick (1753-1828). De nieuwe druktechniek loste de kopergravure af omdat zij, bij groter wordende oplagen, veel eenvoudiger en goedkoper was. De houtblokken werden op dezelfde hoogte gebracht als het letterzetsel en konden tegelijk met de tekst worden afgedrukt. In de loop van de 19e eeuw werd de drukpers in hoog tempo gemoderniseerd, waardoor de in hout gegraveerde illustratie in grote hoeveelheden verspreid kon worden. Ook lijntekeningen konden door virtuoze houtgraveurs gereproduceerd worden.
Rond 1850 werd de electrotypie geïntroduceerd, waardoor van de houtgravures clichés gemaakt konden worden om van te drukken. Zo konden boeken en tijdschriften tegelijkertijd in meerdere edities met dezelfde illustraties verspreid worden. Populaire boekillustratoren als Gustave Doré lieten hun rijk gedetailleerde tekeningen door houtgraveurs vermenigvuldigen, waarna hun boeken in verschillende talen tegelijk konden verschijnen.

## Vernieuwing
De techniek werd veel gebruikt voor populair wetenschappelijke afbeeldingen met subtiele grijsschakeringen, maar ook voor illustraties in kranten en tijdschriften. In 1860 vond de graveur Thomas Bolton een manier uit om fotografie op een houtblok over te brengen, zodat kunstenaars niet meer op het blok hoefden te tekenen. Rond 1900 werd de techniek ingehaald door fotografische manieren om in druk grijstonen over te brengen. Daarna werd de houtgravure vooral een techniek voor kunstenaars. In de Engelstalige wereld beleefde dit genre een hoge vlucht, waarbij de kunstenaars Clare Leighton, Eric Gill en John Buckland Wright genoemd kunnen worden.
In de Lage Landen werd de houtgravure op hoog niveau beoefend door onder anderen M.C. Escher, Nico Eekman, Nico Bulder en Pam G. Rueter.

## Lijst van kunstenaars

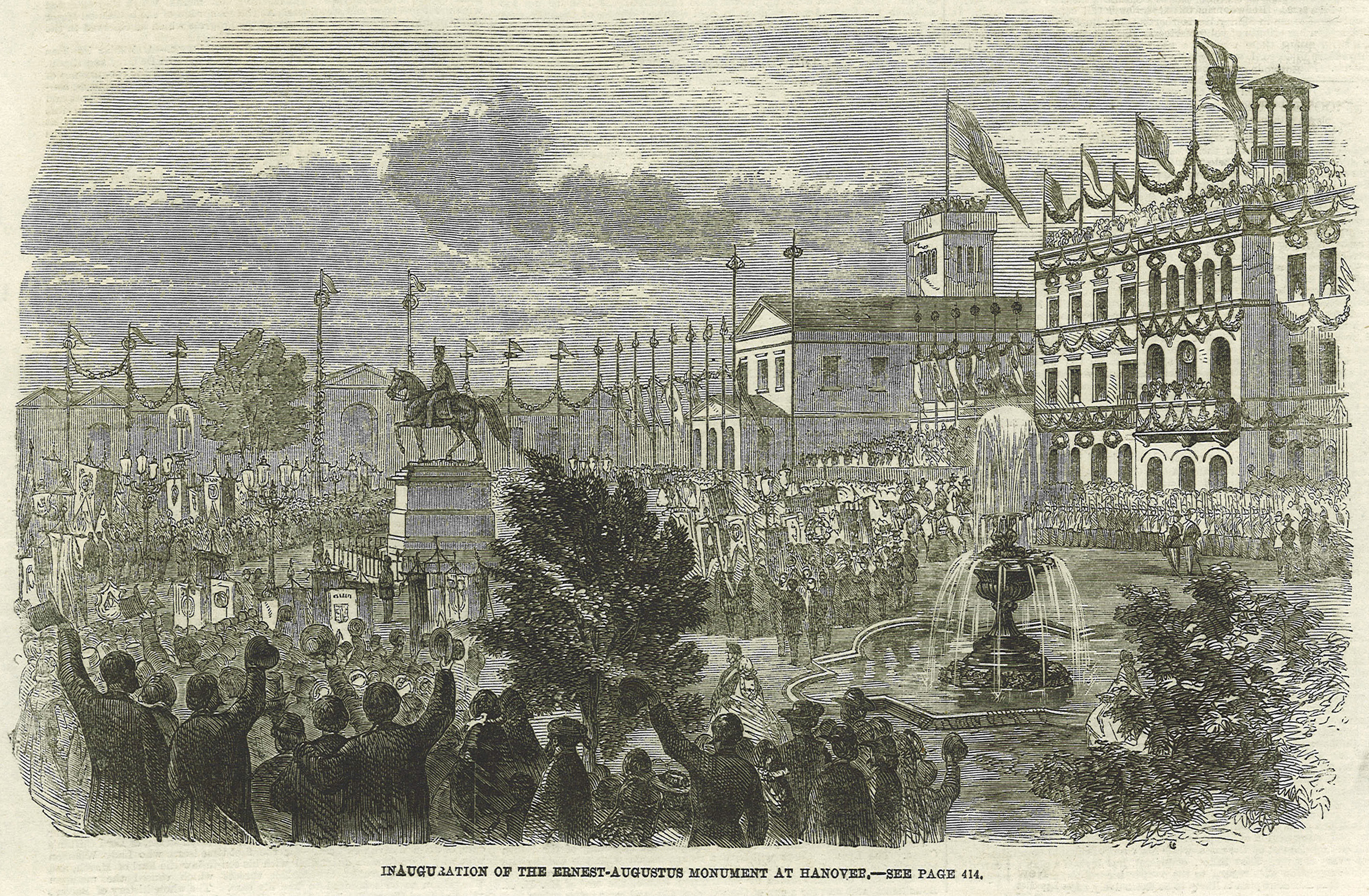
Houtgravure in The Illustrated London News in 1861

- Gustave Doré
- Thomas Bewick
- Nico Bulder
- John Buckland Wright
- Honoré Daumier
- Maurits Cornelis Escher
- Fritz Eichenberg
- Cornelis Labots
- Paul Nash
- Imre Reiner
- Willem Jacob Rozendaal
- Mark Severin
- Reynolds Stone
- Julie de Graag